# Danny Biasone
Daniel „Danny“ Biasone (* 22. Februar 1909 in Miglianico bei Chieti, Italien; † 25. Mai 1992 in Syracuse, New York) war ein US-amerikanischer Unternehmer und früherer Besitzer des Basketballteams der Syracuse Nationals (heute Philadelphia 76ers). Biasone besaß die Nationals bis 1963 und verkaufte sie dann an Irv Kosloff.
Biasone gilt als Erfinder der Wurfuhr, deren Einführung die Ära des modernen Basketballs einläutete. Am 13. Oktober 2000 wurde er posthum als „Förderer“ (engl.: contributor) in die Naismith Memorial Basketball Hall of Fame aufgenommen.